# Camalcolaimus glauxicoma
Camalcolaimus glauxicoma är en rundmaskart. Camalcolaimus glauxicoma ingår i släktet Camalcolaimus, och familjen Leptolaimidae. Arten är reproducerande i Sverige.